# Pseudococcus caricus
Pseudococcus caricus är en insektsart som först beskrevs av Gennadius 1883.  Pseudococcus caricus ingår i släktet Pseudococcus och familjen ullsköldlöss.
Artens utbredningsområde är Turkiet. Inga underarter finns listade i Catalogue of Life.